# Dikasterij
Dikasterij (grč. δικαστήριον, sudište, odnosno prostor određen za suđenje u drevnoj Grčkoj), naziv za narodni sud u kojem su suci određivani kockom. U srednjem vijeku, neodređeni naziv za visoke sudove i nadleštva; visoka državna vlast, vlada. Danas u Katoličkoj Crkvi, pojam za ured ili službu u Rimskoj kuriji.
Hrvatska dvorska kancelarija se u početku, 1861. – 1862., nazivala Kraljevski dvorski dikasterij za Kraljevine Dalmaciju, Hrvatsku i Slavoniju.